# لويس لودلو
لويس لودلو هو مراسل وكاتب وسياسي أمريكي، ولد في 24 يونيو 1873 في كونرسفيل في الولايات المتحدة، وتوفي في 28 نوفمبر 1950 في واشنطن العاصمة في الولايات المتحدة. نشط حزبياً في الحزب الديمقراطي. وقد انتخب عضو ‏ (1901 – 1929) وانتخب عضو مجلس النواب الأمريكي ‏.